# 亨利·吉鲁
亨利·吉鲁（Henry Giroux，1943年9月18日—）美国教育学家，批判教育学创始人之一。 

## 生平
亨利吉鲁出生于普罗维登斯。他曾在罗得岛的一所中学担任社会研究教师6年时间，于1977年获得卡内基梅隆大学博士学位。吉鲁曾任教于波士顿大学、迈阿密大学，和宾夕法尼亚州立大学。 2004年，吉鲁开始任教于安大略省汉密尔顿的麦克马斯特大学。 目前，他与妻子苏珊住在这里。

## 理论
吉鲁是批判教育学领域的重要贡献者。他的作品来自范围广泛的传统，由马克思至保罗·弗莱雷至齐格蒙·鲍曼。他也是激进民主的倡导者，大力反对反民主倾向的新自由主义，军国主义，帝国主义，宗教原教旨主义。吉鲁的最近期的工作重点是公共教育学。

## 成就
吉鲁的写作赢得了许多奖项，他为公众和学术的许多领域写作。广泛涉及教育和文化研究领域。吉鲁已出版超过35本书，发表论文近300篇。吉鲁的书籍中有七本被美国教育学会评为年度重大书籍。
2002年，Routledge出版社的“系列出版物重点指南”将吉鲁列为从皮亚杰至今50位现代教育思想家之一。

## 著作
- Teachers as Intellectuals: Toward a Critical Pedagogy of Learning. (1988)